# Tomi Maanoja
Tomi Maanoja (Espoo, 12 settembre 1986) è un ex calciatore finlandese, di ruolo portiere.

## Carriera
Maanoja ha collezionato la prima presenza in Veikkausliiga nel 2005 con la maglia dell'AC Allianssi, squadra della cittadina di Vantaa.
L'anno seguente si è trasferito al club più importante della vicina città di Espoo, ovvero l'FC Honka, dove si è messo in luce come uno dei portieri più promettenti del calcio finlandese di quegli anni.
Il 29 luglio 2008 è stato annunciato il suo trasferimento in Svezia, all'AIK, con cui ha giocato le ultime 12 giornate dell'Allsvenskan 2008.
Il 28 febbraio 2009, nell'amichevole di precampionato contro l'Assyriska, è stato vittima di una doppia frattura alla gamba destra a seguito di uno scontro di gioco con l'attaccante avversario Aziz Corr Nyang. Questo infortunio gli ha fatto perdere l'intera Allsvenskan 2009, culminata con la vittoria del titolo nazionale proprio da parte dell'AIK con l'altro portiere Daniel Örlund tra i pali. Quando poi nel 2010 Maanoja è rientrato ha giocato 16 partite, ma il suo operato è stato criticato anche da alcuni allenatori e compagni di squadra, finendo per perdere il posto in favore del neoacquisto Ivan Turina alla riapertura del mercato.
Terminata la travagliata parentesi all'AIK, è tornato in Finlandia per giocare la stagione 2011 con l'FC Honka, suo precedente club.
Il 21 febbraio 2012 è stato presentato come nuovo giocatore del Sandefjord, in Norvegia. Nell'arco della stagione, tuttavia, è stato riserva di Iven Austbø, riuscendo a collezionare solo una presenza.
È quindi tornato a giocare nel campionato finlandese nel 2013 quando si è unito al RoPS: qui ha ricoperto generalmente il ruolo di primo portiere disputando gran parte delle partite stagionali, ma è rimasto in panchina in occasione della finale di Coppa di Finlandia di quell'anno vinta 2-1 contro il KuPS.
Proprio il KuPS è stata la sua squadra successiva, con cui ha trascorso le stagioni 2014 e 2015 in virtù di un contratto biennale.
L'annata 2016 l'ha iniziata invece come portiere dell'Lahti, prima di essere ceduto prima in prestito e poi a titolo definitivo allo HIFK dove ha giocato le sue ultime due stagioni e mezzo prima di ritirarsi.
È tornato in attività nel 2020, quando ha firmato un contratto annuale con l'IF Gnistan nella seconda serie finlandese.

## Palmarès

### Club
- Coppa di Lega finlandese: 3

Allianssi: 2004, 2005
Honka: 2011
- Campionato svedese: 1

AIK: 2009
- Coppa di Svezia: 1

AIK: 2009
- Supercoppa di Svezia: 1

AIK: 2010
- Coppa di Finlandia: 1

RoPS: 2013
- Liigacup: 1

Lahti: 2016